# Un hombre en la oscuridad
Un hombre en la oscuridad es una novela del escritor estadounidense Paul Auster publicada por primera vez en 2008. Narra una noche de un viejo periodista insomne que yace en la cama. Al principio de la noche el viejo trata de no pensar en su propia vida e imagina una distopía en el marco actual de Estados Unidos, suscitada por una nueva guerra civil y de secesión luego de las elecciones presidenciales de 2000. Los bandos enfrentados en la guerra ficticia están constituidos por los estados que habitualmente votan al Partido Republicano o Partido Demócrata. Finalmente, pareciéndole fútil el intento, cede a sus angustias y arrepentimientos inútiles y pasa revista a su vida y a la de su familia. Al alba comparte sus recuerdos con su nieta que vive en la misma casa.